# Columna Macià-Companys
La Columna Macià-Companys (també 4a Columna Catalana) fou una milícia paramilitar formada per uns 1.200-1.300 voluntaris d'ERC i d'Estat Català. Fou alçada el 3 de setembre del 1936 per la Generalitat de Catalunya amb l'objectiu d'establir un contrapoder a la CNT dins del Comitè Central de Milícies Antifeixistes. El mateix president de la Generalitat Lluís Companys va donar el vistiplau a la seva creació, i tot i que es creés a Barcelona, en els dies anteriors es van formar voluntaris d'aquesta en altres poblacions de Catalunya, els quals un cop organitzats anaven cap a Barcelona. Dins d'aquests poblacions hi havia ciutadans de La Bisbal d'Empordà, Manlleu, Terrassa, Reus, Lleida, Alcoletge, Almenar, Bellvís, Llinyola, Agramunt, Les Borges Blanques, Arbeca i Puiggròs, entre moltes d'altres poblacions.
La Columna es deia Macià-Companys, (en referència i respecte als presidents de la Generalitat de Catalunya Francesc Macià Llussà i Lluís Companys Jover), i inicialment estava formada per 2 columnes, una la Macià i l'altra la Companys, tot i que al final es van unir ja que més o menys representaven el mateix color polític.

## Alçament
La seva creació va respondre a l'intent de la Generalitat de Catalunya de disposar de milícies pròpies i fer un contrapès a la CNT dins el Comitè Central de Milícies Antifeixistes. Hagué d'afrontar el rebuig de les organitzacions anarquistes i comunistes que l'acusaven del seu caràcter burgès.
Pel que fa al cas concret dels voluntaris de la província de Lleida, per posar-ne tan sols un exemple, les Joventuts d'Esquerra Republicana i Estat Català (JEREC), van ser les encarregades d'organitzar la Columna a la província. Així doncs el Leopold Moran com a president, i en Víctor Torres Perenya com a secretari, van ser els ideòlegs de crear una Columna de Voluntaris i així anar a Barcelona a agrupar-se amb d'altres Columnes. A finals d'Agost ja tenien més de 100 voluntaris inscrits, gràcies a què revisant els seus fitxers de les JEREC van poder adreçar un butlletí d'inscripció als seus afiliats. Segons Víctor Torres, el contingent més important de voluntaris va sorgir d'Arbeca, amb prop de 50 joves encapçalats per l'arbequí Josep Català. Finalment es van arribar a agrupar en tota la província de Lleida de l'ordre d'unes 200 persones que van formar 2 centúries.
La Columna Macià va estar formada per militants d'Estat Català sota el comandament del tinent coronel Jesús Pérez Salas i aquarterada entre el Palau Nacional i el Castell de Montjuïc; i la Columna Companys, formada per militants d'ERC sota el comandament del capità Molino i aquarterada al Passeig de la Bonanova. Els delegats polítics eren Joan Molas i Enric Canturri (diputat d'ERC per Lleida i ex-alcalde de la Seu d'Urgell). Els efectius inicials d'ambdues columnes totalitzaven uns 1.200-1.300 homes, i estarien agrupades en centúries (uns 100 homes) i decúries (uns 10 homes). En els mesos següents acabarien totalitzant entre 2.000 i 2.500 efectius, havent-se de frenar l'allistament per manca d'armes i quedant-se amb el comandament únic el tinent coronel Jesús Pérez Salas. Reberen bandera els dies 3 i 4 de setembre del 1936.
Tal com recorden en Víctor Torres, en Màrius Pons i en Miquel Morera, el 5 de setembre de 1936, un cop a Barcelona i en fer-se de nit, els van ubicar en un convent de frares que hi havia prop del Passeig de Gràcia i els van donar una mena d'uniforme que consistia en una caçadora força elegant i uns pantalons (caçadora que portava un triangle d'ERC o bandera catalana, brodada o cosida a la màniga esquerra de la caçadora). Posteriorment dels de Lleida uns van anar a dormir als vestidors dels atletes de l'Estadi Olímpic de Montjuïc i d'altres al Pavelló del Palau Nacional de Montjuïc (en aquells moments ambdós Casernes d'ERC) on donat que l'Estadi estava preparat per fer-hi uns Jocs Olímpics, la gran sala del Pavelló estava plena de banderes de tot el món, les quals els van servir de matalassos i llençols improvisats.
Acte seguit, el mateix dia i sobre les 18:00 hores, la Columna Macià-Companys es va concentrar a Barcelona a la Plaça de la República, actual Plaça Sant Jaume i seu de la Generalitat de Catalunya, i a partir d'aquí van fer una marxa pels carrers del centre de la ciutat, Av. Paral·lel, Plaça Universitat, Ronda Universitat, Plaça Catalunya, Rambla Ferran, i altre cop a la Plaça de la República, actual Plaça Sant Jaume. Tant en el mateix recorregut com a la Plaça Sant Jaume, la multitud, fervor i alegria dels ciutadans amb les senyeres catalanes i fins i tot estelades, va ser enorme. Un cop a l'actual Plaça Sant Jaume, el mateix president Lluís Companys i des del balcó del Palau de la Generalitat, va fer un discurs a la multitud que ocupava la Plaça fervorosament, inclosa la Columna Macià-Companys. Un cop acabat el discurs, va lliurar a cada Columna la seva respectiva bandera, una bandera catalana amb la inscripció “Columna Francesc Macià” i una altra bandera catalana amb la inscripció “Columna Lluís Companys”, les quals portarien al Front d'Aragó.
El 8 de Setembre de 1936 els van concentrar de nou a la Plaça Catalunya i en fer-se fosc van desfilar altre cop fins a l'estació de França. Novament els actes de fervor es van fer ben presents, els balcons estaven farcits de banderes catalanes, estelades i gent que els donava ànims, els aplaudia i els reclamava coratge. Ben entrada la nit van pujar als vagons que els havien de portar al Front d'Aragó. Novament i de sobte, va aparéixer el president Lluís Companys que els va fer un discurs electritzant tot desitjant-los molta sort i valentia. Sobre la mitjanit hi havia preparats 2 combois de trens per traslladar els voluntaris. La primera Columna en sortir va ser la Macià a les 22:00 hores, mentre que la Companys ho faria una hora més tard, a les 23:00 hores. Totes 2 en direcció al Front d'Aragó, ja que concretament s'havien de concentrar a la ciutat d'Alcanyís (on arribarien l'endemà 9 de setembre) passant primerament per Lleida, Fraga, Mequinensa i Casp. (Alcanyís seria la base d'operacions de la Columna Macià-Companys).Tot i que no fou el seu distintiu oficial, l'estelada fou força usada entre els seus membres.
El 12 de Setembre de 1936 s'informava que la unitat havia estat reconeguda com a 4a columna al Front d'Aragó.

## Front d'Aragó
Inicialment els seus components van fer la ruta Alcanyís, Calanda, Alcorisa, Utrillas, Martín del Río i Portalrubio, on alguns dels seus efectius es van quedar entre setembre i octubre en línia entre aquestes poblacions i Montalbán (Aragó), tots de la província de Terol. A finals de novembre de 1936 uns 700 homes de la Macià-Companys es trobaven a primera línia entre Tardienta i Alcubierre, a la província d'Osca, mentre que uns 900 es trobaven també a primera línia però encara entre Vivel del Río Martín, Martín del Río, Montalbán, Utrillas, Portalrubio i Pancrudo entre d'altres poblacions. 7 centúries més es trobaven a Alcanyís a la reserva. El desembre de 1936 ja enllaçaven amb la Columna Ortiz de la CNT al nord i més al sud amb les milícies valencianes.
Transcorregut tan sols 2 mesos des de la creació de la Columna Macià-Companys, la Generalitat de Catalunya aconseguí dissoldre el Comitè de Milícies Antifeixistes i procedí a donar instruccions per a la formació de l'Exèrcit Popular de Catalunya, que estaria sota el seu control directe. Els milicians de la Columna Macià-Companys, de la Columna Volant Catalana, així com d'altres columnes, s'enquadrarien dins dels nous regiments de l'Exèrcit Popular de Catalunya.
Així doncs, el 27 de setembre de 1936 la Generalitat de Catalunya dissolgué el Comitè Central de Milícies Antifeixistes i donà instruccions per iniciar la formació de l'Exèrcit Popular de Catalunya, aprovat el 6 de desembre de 1936 sota el seu control directe. Els milicians de la Columna Macià-Companys, així com la resta de milicians de les diferents columnes catalanes i la Columna Volant Catalana, foren integrats en l'Exèrcit Popular de Catalunya, tot i que ara passaria a anomenar-se Divisió Macià-Companys.
Entre el 26 de desembre i el 13 de gener de 1937 la ja convertida en Divisió Macià-Companys va participar en el primer intent per conquerir la ciutat de Terol, atacant les poblacions de Torre de los Negros i Villanueva de la Sierra, mentre que d'altres Columnes ho farien més al sud, atac que va resultar del tot infructuós.
El 5 de febrer de 1937 la Divisió Macià-Companys va ser atacada al sector de Vivel del Río per nombrosos contingents de forces marroquines i navarreses comandades pel general Juan Yagüe. L'armament de què es disposava era tan insuficient que no es podia refusar en condicions els atacs d'unitats enemigues tan ben preparades. Tot i aquests fets es van mantindre les línies dos dies, i tot i que a la vegada van arribar reforços de les Divisions Ortiz, Durruti i POUM, aquestes també estaven tan mal armades que poca cosa es va poder fer. Arran d'aquests fets es va perdre la població de Portalrubio.

## Fets de maig i dissolució
Posteriorment, i arran dels Fets de Maig de 1937, una mena de guerra civil dins de la mateixa Guerra Civil, entre diferents forces anarquistes i sindicals (CNT, POUM) per una banda, i PSUC i comunistes bàsicament per l'altra, el govern republicà de Madrid intervé definitivament la Generalitat de Catalunya en tots els seus àmbits, cosa que provoca que les divisions de l'Exèrcit Popular de Catalunya es dissolguin i passin a integrar-se directament dins del nou Exèrcit Popular Republicà, el qual havia nascut a Madrid uns mesos abans. Més o menys a partir d'aquesta data, els dos regiments que formaven la Divisió Macià-Companys desapareixen i comencen a constituir-se en dos Brigades Mixtes, que alhora també formen una divisió, però amb l'organització de l'Exèrcit Popular Republicà. La Divisió Macià-Companys passava a ser la 30a Divisió de l'Exèrcit Popular de la República, i els seus dos regiments es converteixen en la 131a i 132a Brigades Mixtes de l'Exèrcit Popular Republicà. Posteriorment s'hi afegeix la 146a Brigada Mixta. Tindria Cos de Tren, Intendència, Batalló de Metralladores i Armeria. Com a fet curiós tots els de Metralladores eren del triangle format per Mollerussa-Tàrrega-Agramunt i els pobles dels entorns, Arbeca i Les Borges Blanques entre d'altres, doncs tots tenien un fort accent lleidatà.
Val a dir també que l'estiu de 1937, tot i que ja com a 30a Divisió i trobant-se a la localitat de Montalbán, el Miquel Morera i el seu pare que eren armers, van rebre un banderí de forma triangular, de seda i brodat pels dos costats. En un costat, amb els colors de la bandera republicana, la inscripció "U.H.P. ARMERIA", i a l'altre, amb la senyera catalana, "A LA COLUMNA MACIÀ-COMPANYS - 1937". Per tal de poder lluir-lo es va fabricar un pal i un acabat per tal que tingués l'aspecte que es mereixia una insígnia d'aquestes característiques. Amb l'acabat de dalt en forma de triangle, a un costat s'hi van gravar les sigles d'ERC, i a l'altre costat el mateix escut d'Esquerra, les quatre barres, envoltat d'un ram de fulles de llorer i un altre de fulles de roure. Al centre i sortint del triangle, una llança en forma de flama, tot fet amb llautó i coure. Tot i el perill de ser descoberts pels franquistes, el banderí, després d'estar molts anys amagat, actualment és conservat per la seva família.